# Phlomis tibetica
Phlomis tibetica là một loài thực vật có hoa trong họ Hoa môi. Loài này được C.Marquand & Airy Shaw miêu tả khoa học đầu tiên năm 1929.